# Перон (аеродром)

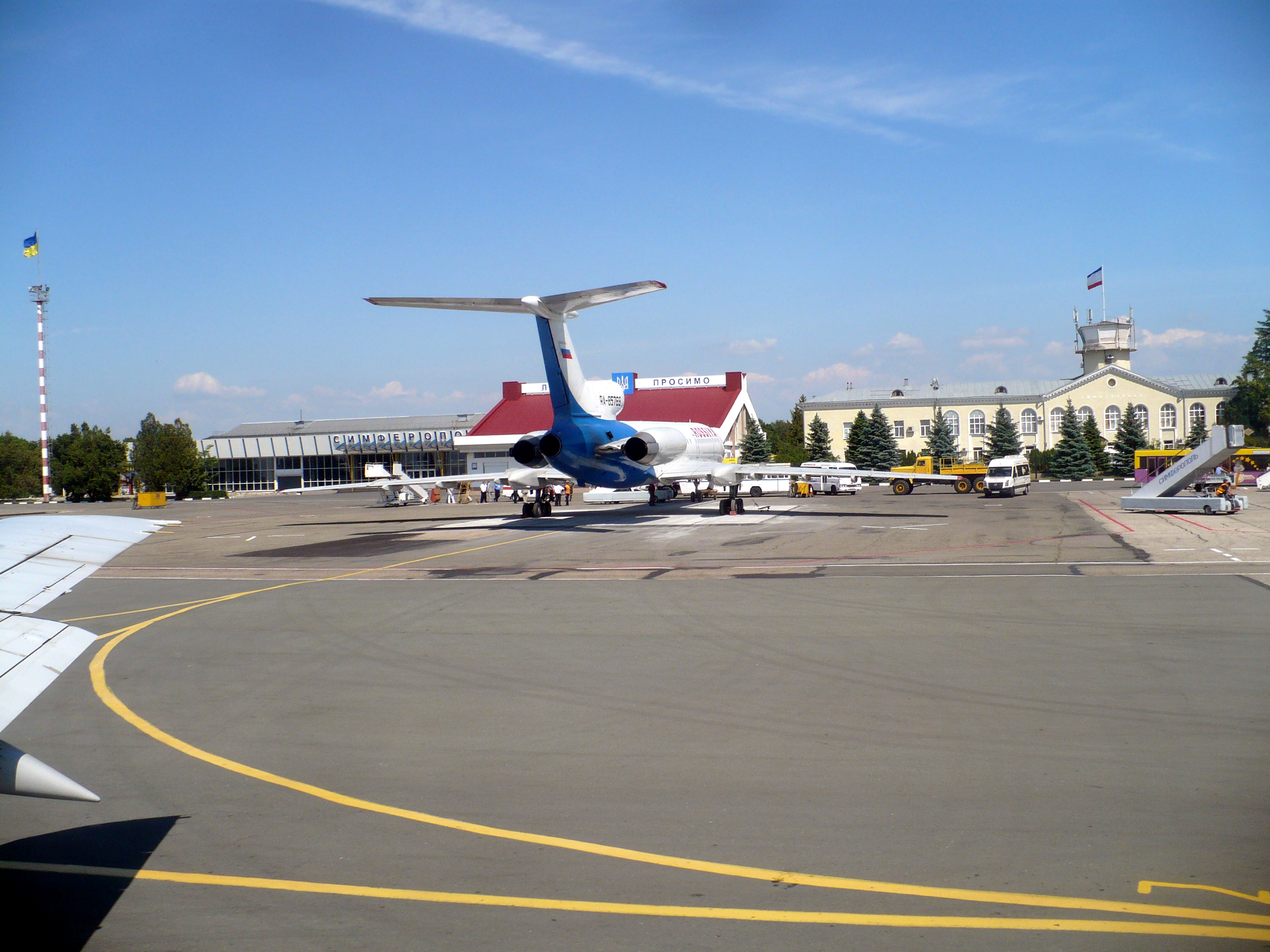
Перон міжнародного аеропорту «Сімферополь»

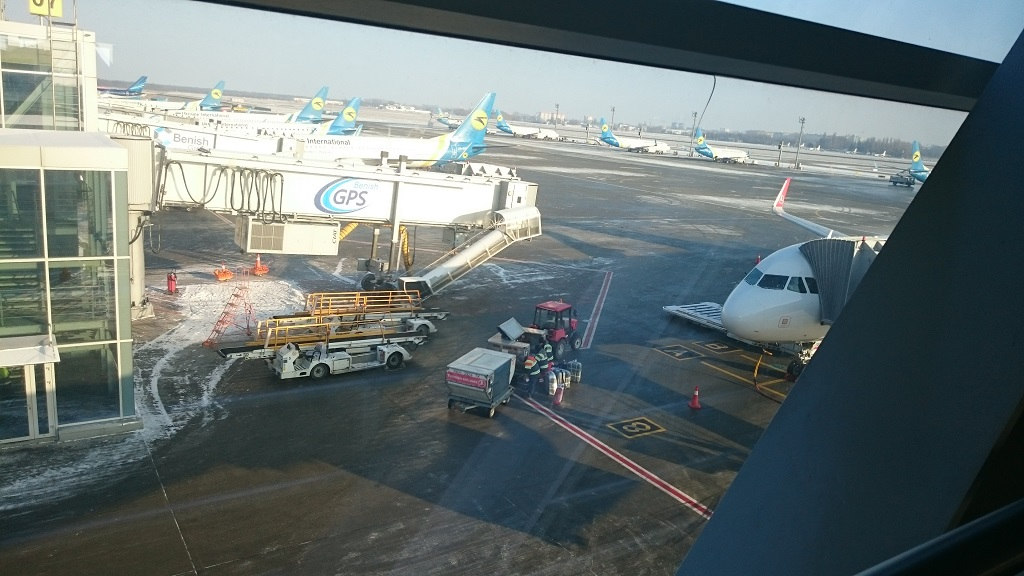
Перон терміналу «D» Міжнародного аеропорту «Бориспіль»

Перо́н (англ. ramp «рампа», або apron «фартух») — частина льотного поля аеродрому, підготовлена й призначена для розміщення повітряних суден з метою посадки і висадки пасажирів, завантаження і вивантаження багажу, пошти і вантажів, а також для виконання інших видів обслуговування.

## Призначення, маркування, управління рухом
Перони не призначені для маневрування літаків. Площа маневрування — уся інша крім перонів частина летовища, призначена для зльоту, посадки і наземного руху повітряних суден.
Повітряне судно після посадки на злітно-посадкову смугу має або своїх ходом (по маршруту руління), або на буксирі зайняти визначене диспетчером місце стоянки на пероні. Перед зльотом екіпаж судна, отримавши вказівки від диспетчера, по маршруту руління прямує зі стоянки на попередній старт. Вертольоти у деяких випадках можуть приземлятися/злітати відразу на стоянці.
Розмір перону та місць стоянки визначається кількістю та розмірами повітряних суден, що на них розміщені та від способу їх установки на стоянках або пероні. Стоянки маркуються номерами і лініями, які позначають межі стояночних місць, осьові лінії для зарулювання і лінії розташування повітряних суден в залежності від їх типу. На пероні наноситься також спеціальна розмітка, яка вказує дозволені траєкторії руху повітряних суден, а також зони руху і розташування спецавтотранспорту:
- осі руління повітряних суден, лінії зарулювання, розвороту, вирулювання;
- Т-подібні знаки зупинки літаків і номери стоянок;
- контури зон обслуговування повітряних суден або лінії безпечної відстані від кінців крил;
- шляхи руху і місця зупинок спецавтотранспорту.

Маркувальні знаки перону для осей руління, знаків місця зупинки ПС і номерів стоянок наносяться жовтим або жовтогарячим кольором, ліній контурів зон обслуговування ПС — червоним, шляхів руху і знаків зупинки спецавтотранспорту — білим.

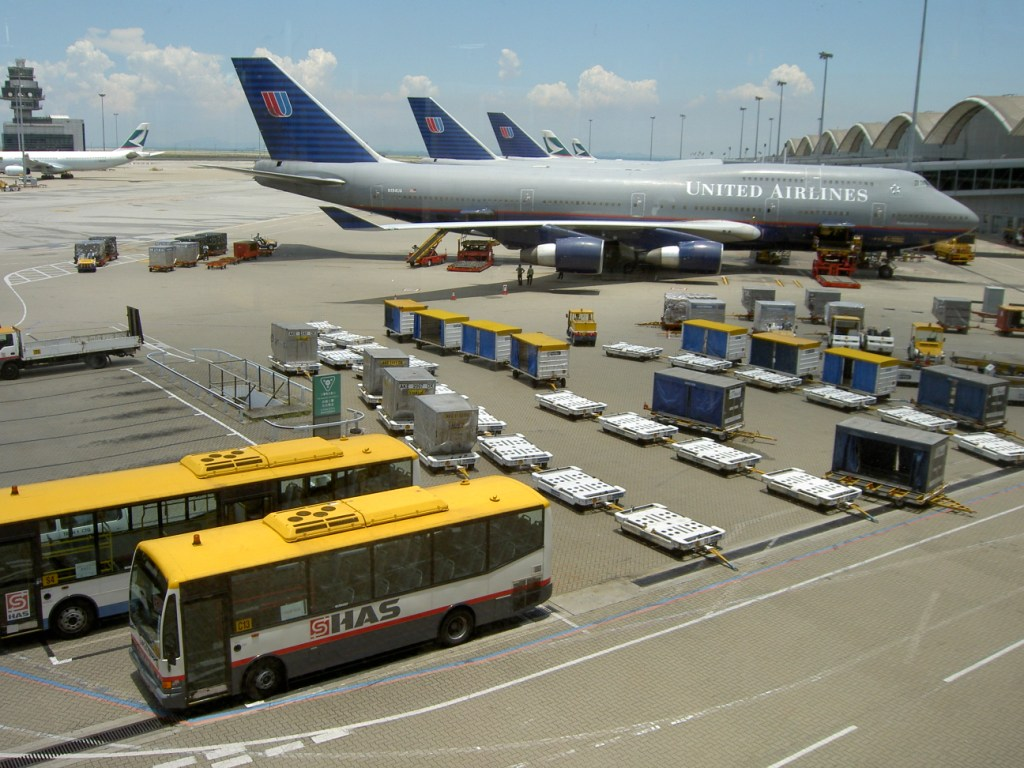
Організація рампового обслуговування в міжнародному аеропорту Гонконгу

Управління рухом літальних апаратів на пероні здійснюється по радіо з КДП диспетчерський пункт руління (ДПР), а спецавтотранспорту — аеродромний диспетчерський пункт (АДП).

## Режим доступу, рампове обслуговування
Територія перонів, як правило, доступніша, ніж площа маневрування аеродрому. Тим не менш, «рампи» зазвичай не відкриті для сторонніх осіб. Рампове обслуговування літаків (розвантажування-завантажування, центровка вантажів згідно з лоуд-планом) здійснюється або компанією-експлуатантом або фірмою-підрядником з наземного обслуговування повітряних суден.